# José María Poveda Ariño
José María Poveda Ariño (Valencia, 22 de octubre de 1918-Madrid, 15 de noviembre de 1994)fue un psiquiatra, médico y político español.

## Biografía
Nació en Valencia (1918). Tras estudiar Medicina en la Universidad Central de Madrid, se especializó en Psicología y Psiquiatría en diversas universidades europeas. Concluida la Guerra civil, ocupó diversos cargos en La Falange. Entre otros fue Jefe del Frente de Juventudes. Junto a Mariano Navarro Rubio fundó la Escuela Sindical Nacional, donde se formaban cuadros de mando para el sindicato vertical.
En su faceta docente, dedicó especial atención a la formación de psiquiatras y psicólogos. Fue jefe del Departamento de Psiquiatría de la Facultad de Medicina de la Universidad Autónoma de Madrid, jefe de servicio del entonces Hospital Psiquiátrico Alonso Vega —posteriormente llamado Hospital Doctor Rodríguez Lafora—, y fundador de la Asociación Católica Internacional de Psicología Médica y Psicoterapia.
Poveda Ariño era miembro supernumerario del Opus Dei, desde el 7 de mayo de 1949.Había conocido a Josemaría Escrivá en 1939.
Falleció en Madrid el 15 de noviembre de 1994.

## Publicaciones
Además de diversos trabajos sobre temas de su especialidad, publicó diversas monografías, entre las que destacan:
- Convivencia social, Madrid. Diversas ediciones entre 1960 y 1975.
- Formación social, Madrid. Diversas ediciones entre 1960 y 1975.
- La mujer en esta encrucijada. Puntos para una higiene mental de la adolescencia. Disciplina y familia. Madrid, 1961.
- La tentación del cristiano. El materialismo de la vida. Madrid, 1978.
- La Psicología en santa Teresa de Jesús. Madrid, 1984.[3]
- Los complejos. Madrid, 1992.
- y una breve biografía de Juan José López Ibor, publicada en la Gran Enciclopedia Rialp.[5]